# محمد قمر ابراهیم
محمد قمر ابراهیم (انگلیسی: Muhammad Qamar Ibrahim؛ زادهٔ ۱۴ ژانویهٔ ۱۹۶۸) بازیکن هاکی روی چمن اهل پاکستان است.